# Рудник Бакр-Узяк
Рудник Бакр-Узяк – колишнє гірничодобувне підприємство у Башкортостані.
Видобуток мідної руди на родовищі Бакр-Узяк провадили ще в старовину, коли тут виник кар’єр розмірами 35х55 метрів та глибиною понад 3 метри.
Є відомості, що повторно родовище залучили до розробки в 1930-х роках, при цьому місцеве поселення Бакр-Узяк отримало статус робітничого селища. На початку 1950-х родовище вважали випрацьованим, що призвело до відтоку населення селища.
У черговий раз розробка мідноколчеданних руд Бакр-Узяк почалась наприкінці 20 століття для забезпечення додатковим ресурсом Сібайської збагачувальної фабрики. Розкривні роботи стартували в 1999-му, а початок видобутку припав на 2000-й. Проектна глибина кар’єру була визначена як 105 метрів, що дозволяло відпрацювати верхню ділянку Східної лінзи (при цьому нижня ділянка, яка знаходиться на глибині від 105 до 195 метрів та містить 0,1 млн тон руди, а також нижня ділянка Західної лінзи залишались не залученими до розробки). 
Руда з Бакр-Узяк вирізнялась високим вмістом металу, проте розміри родовища були доволі невеликими і воно було швидко випрацьоване. Наразі кар’єр Бакр-Узяк затоплений.